# Кордилера де Вилканота
Кордилера де Вилканота (на испански: Cordillera de Vilkanota) е планинска верига в Перу, в департамента Куско, съставна част на Перуанските Централни Кордилери. Простира се на 250 km от северозапад на югоизток, между долините на реките Паукартамбо (Яверо) на североизток и Янатити Вилканота на югозапад (двете реки са десни притоци наУрубамба, от басейна на Амазонка). На югоизток се свързва с планинската верига Кордилера де Карабая. Максимална височина връх Аусангате 6372 m. Изградена е предимно от докамбрийски и долнопалеозойски скали. В района на връх Аусангате има значителни райони заети с ледници. Склоновете ѝ са покрити с планински влажни тропични гори.